# Lyčkovo náměstí
Lyčkovo náměstí (původním názvem Riegerovo náměstí) je obdélníkové veřejné prostranství v Karlíně v Praze 8 na jižní straně Křižíkovy ulice, východně od Karlínského náměstí nedaleko od karlínské Invalidovny a Kaizlových sadů (severovýchodním směrem odsud).
Náměstí má parkovou úpravu doplněnou drobnými plastikami, kde nejznámější je Inteligence od Josefa Mařatky. Jižní stranu náměstí tvoří honosná a výstavná budova základní školy ve stylu historizující secese.

## Název

### Původ názvu
Náměstí je pojmenováno na počest Břetislava Lyčky, českého lékaře, který v době tzv. protektorátu působil jako odbojář. Léčil zraněné československé vojáky při atentátu na Heydricha. Po svém vyzrazení a obklíčení gestapem spáchal ještě před zatčením sebevraždu.

### Historie názvu
- začátek 20. století – 1940 = Riegerovo náměstí
- 1940 – 1945 = Erbenovo náměstí
- 1945 – 1948 = Riegerovo náměstí
- od roku 1948 dodnes = Lyčkovo náměstí

## Základní škola a mateřská škola

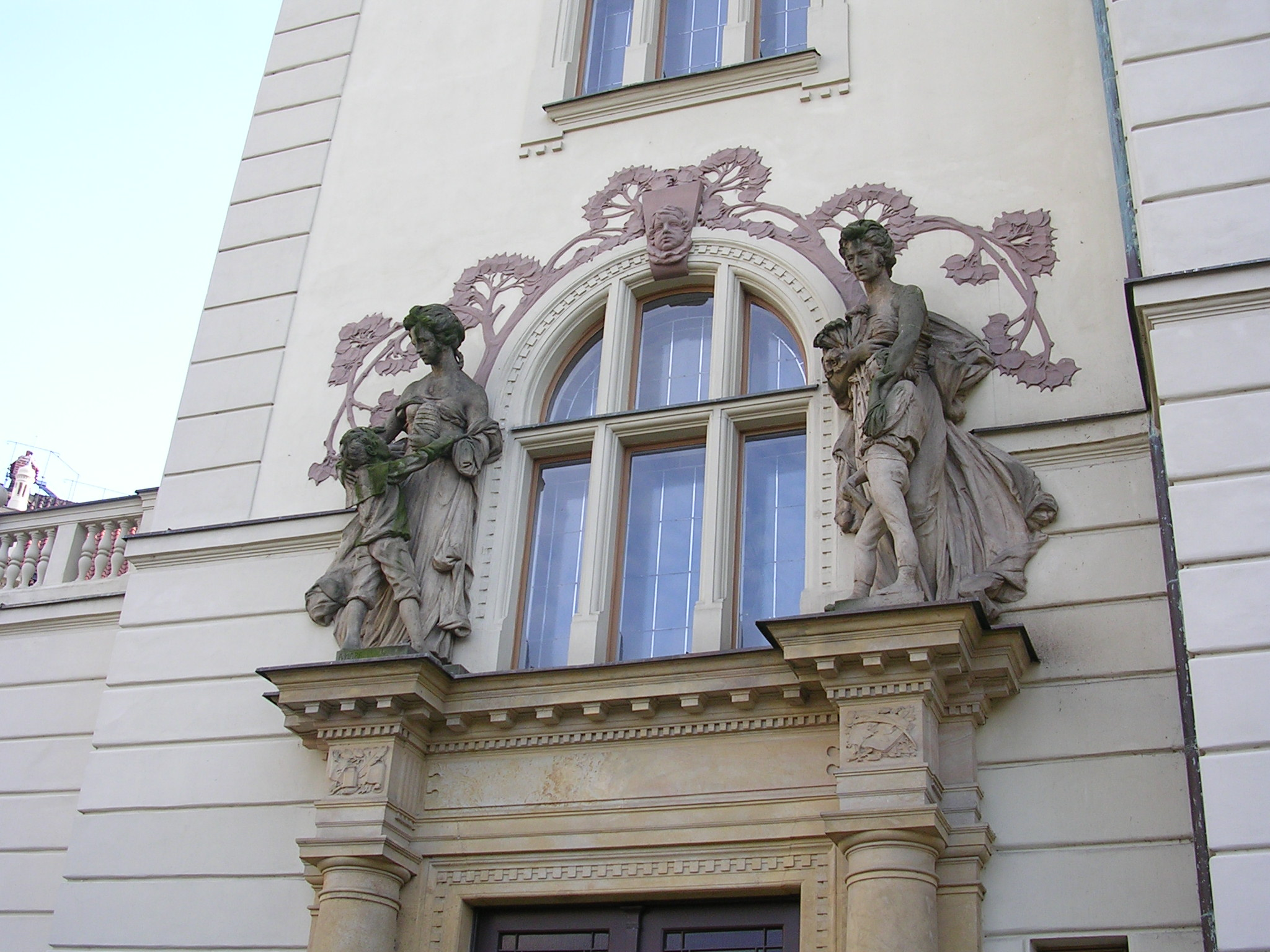
Vstup do základní školy na Lyčkově náměstí

Secesní budova školy byla stavěna od roku 1904 podle projektu Josefa Sakaře. Školní provoz byl zahájen ve školním roce 1906/1907. Komplex školy zabírá celý blok mezi Kubovou, Sovovou a Pernerovou ulicí a zahrnuje velké školní hřiště, školní jídelnu, mateřskou školu a družinu. Mateřská škola je součástí od 1. července 2001.

## Současnost

### Kultura
V rámci Signal festivalu se zde v roce 2019 promítal videomapping.